# Malmo (Nebraska)
Malmo è un comune degli Stati Uniti d'America, situato nello Stato del Nebraska, nella Contea di Saunders.